# OFZ (obbligazione)
Le obbligazioni di prestito federale (OFZ, in russo Облигации Федерального Займа?, Obligacii Federal'nogo Zajma) sono titoli di credito con cedola emessi dal Governo della Federazione Russa. Il Ministero delle Finanze mette all'asta le OFZ per finanziare il bilancio federale, o, meno comunemente, per salvare gli istituti di credito in difficoltà. Dato il loro ruolo, esse costituiscono una componente essenziale del sistema finanziario russo.
Le OFZ sono state introdotte nel giugno 1995 per integrare il mercato di GKO quale strumento di medio e lungo termine. Vengono inoltre emesse OFZ legate all'inflazione. Nell'agosto 1998, il Governo russo è stato inadempiente sul debito emesso a livello nazionale, comprese le OFZ. Nel 2012, esse sono state collegate al sistema di regolamento e compensazione paneuropeo Euroclear.
La quota di OFZ a partecipazione straniera è passata da quasi zero nel 2006 al 25% della fine del 2013. A febbraio 2018, il 33,9% di tutte le OFZ in circolazione era detenuto da stranieri. A settembre 2018 il numero è sceso al 27%, a causa della minaccia di ulteriori sanzioni statunitensi contro l'economia russa. Nel febbraio 2022, la quota di OFZ detenuta da non russi è scesa a circa il 18% a seguito del riconoscimento russo delle Repubbliche popolari di Doneck e Lugansk.